# Conclave de 1362

Brasão papal de Sua Santidade o Papa Urbano V

O conclave papal ocorrido entre 22 de setembro a 28 de outubro de 1362 resultou na eleição do Papa Urbano V depois da morte do Papa Inocêncio VI. Foi o sexto conclave do Papado de Avinhão.

## Lista de participantes
| Criado por              | Cardeais | Por Cento |
| ----------------------- | -------- | --------- |
| Papa João XXII (JXXII)  | 01       | 4,76 %    |
| Papa Clemente VI (CVI)  | 011      | 52,38 %   |
| Papa Inocêncio VI (IVI) | 09       | 42,86 %   |
| Total                   | 21       | 100 %     |

Vinte dos 21 cardeais vivos participaram do conclave. 11 ou 12 deles eram de Limousin e uma grande parte tinha laços com os papas anteriores. Havia três cardeais-sobrinhos de Inocêncio VI e 6 de Clemente VI. Os cardeais participantes eram:
1. Hélie de Talleyrand-Périgord (JXXII)
2. Guy de Boulogne (CVI)
3. Niccolò Capocci (CVI)
4. Andouin Aubert (IVI)
5. Raymond di Canillac, C.R.S.A. (CVI)
6. Hugues Roger, O.S.B., Camerlengo (CVI)
7. Guillaume d'Aigrefeuille, dito o Velho, O.S.B. (CVI)
8. Élias de Saint-Yrieix, O.S.B.  (IVI)
9. Pierre de Monteruc (IVI)
10. Pierre Itier (IVI)
11. Jean de Blauzac (IVI)
12. Gilles Aycelin de Montaigut (IVI)
13. Androin de la Roche (IVI)
14. Guillaume de la Jugie (CVI)
15. Nicolas de Besse (CVI)
16. Pierre Roger de Beaufort (futuro Papa Gregório XI) (CVI)
17. Rinaldo Orsini (CVI)
18. Étienne Aubert (CVI)
19. Guillaume Bragosse (IVI)
20. Hugues de Saint-Martial (IVI)

### Ausentes
1. Gil Álvarez de Albornoz (CVI)

## Eleição
Vinte cardeais entraram no conclave em 22 de setembro, os quais estavam divididos nas facções dos cardeais franceses e os da Gasconha (estes apoiavam o rei da Inglaterra, na sua qualidade de duque de Aquitânia). Onze ou doze dos vinte cardeais eram originários de Limousin.
Depois de seis dias de deliberações, os cardeais acordaram a eleição de Hugues Roger, sobrinho de Clemente VI, que declinou da eleição em termos muito claros (diferente de muitos papas da época que fizeram uma demonstração de "negar-se" a aceitar só para fazê-lo mais tarde). A partir de então, o cardeal Raymond de Canillac surgiu como papabile, mas não pode receber a maioria dos dois terços necessários.
Ficou evidente que nenhum dos cardeais poderiam receber a maioria necessária e a discussão, portanto, passou a considerar os nomers de não pertencentes ao Colégio. As desavenças se prolongaram até 28 de outubro, quando os cardeais chegaram a um acordo para eleger Guillaume de Grimoard, legado apostólico no Reino de Nápoles, que por isso residia em Florença. Ele se tornou o quinto Papa eleito sem fazer parte do Sacro Colégio. Ante o temor de que os italianos desejassem regressar o papado a Roma com a detenção de Grimoard, os cardeais franceses enviaram uma mensagem a este para realizar uma "consulta", sem dizer nada sobre sua eleição. Grimoard demorou cinco semanas para chegar a Avinhão, onde foi coroado como Papa Urbano V.
Depois de sua eleição, Urbano V retornou em 16 de outubro de 1367 a Roma, regressando a Avinhão três anos mais tarde, em 26 de agosto de 1370 antes de sua morte em dezembro desse ano.